# Pseudosfeer
Een pseudosfeer is een ruimtelijk oppervlak met een constante negatieve Gaussiaanse kromming. Het is in zekere zin de tegenhanger van een boloppervlak of sfeer dat ook een constante kromming heeft, maar dan een positieve. De benaming 'pseudosfeer' werd bedacht door de Italiaanse wiskundige Eugenio Beltrami (1835-1900) in het kader van zijn onderzoek in het gebied van de niet-Euclidische meetkunde. De figuur zelf was al eerder bekend. De benaming pseudosfeer is wat misleidend want qua vorm gelijkt de pseudosfeer helemaal niet op een sfeer. De verwantschap is te vinden in bepaalde eigenschappen: de oppervlakte, het volume en de Gaussiaanse kromming (zie verder).

## Meetkundige definitie en parametervergelijking

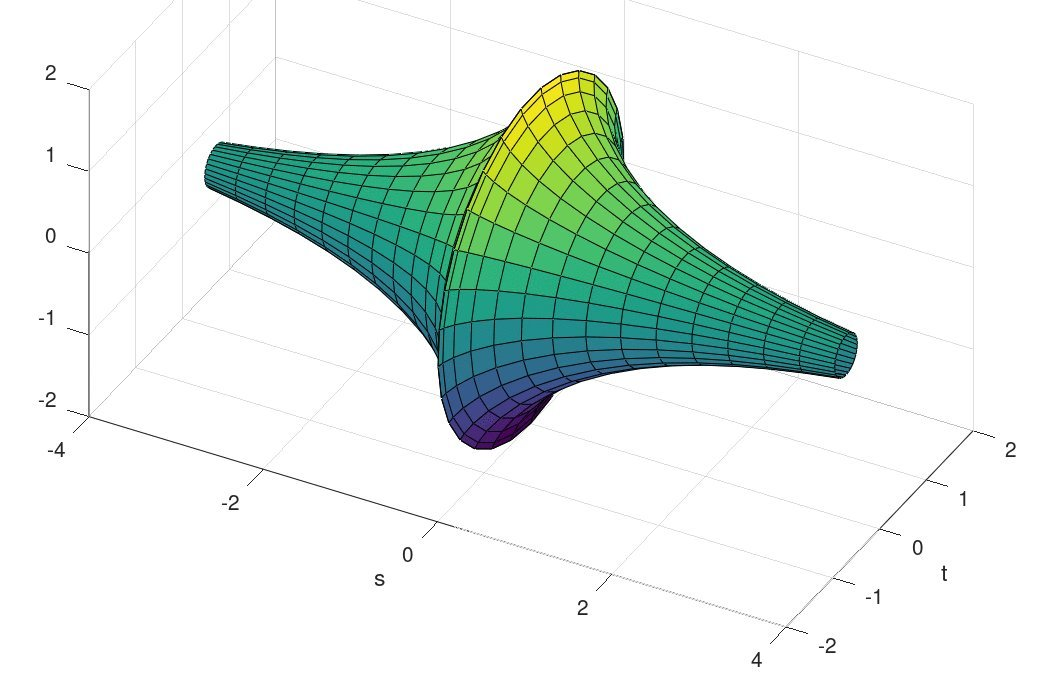
Het centrale deel van een pseudosfeer. In realiteit strekt de pseudosfeer zich langs beide kanten uit tot oneindig.

De pseudosfeer ontstaat wanneer een tractrix rond zijn asymptoot gewenteld wordt. Een mogelijke parametervergelijking van de halve tractrix die de positieve X-as als asymptoot heeft is:
{\displaystyle x(t)\ =\ R\cdot (t-tanh(t))}
{\displaystyle y(t)\ =\ R\cdot sech(t)}
waarbij {\displaystyle t\ =\ 0\ ..\ +\infty }
en waarbij {\displaystyle tanh(t)} en {\displaystyle sech(t)} hyperbolische functies zijn. Door {\displaystyle y(t)} door middel van een cirkelbeweging te laten wentelen rond de X-as wordt een parametervergelijking van de pseudosfeer bekomen. Daarbij kan men de parameter {\displaystyle t} van min tot plus oneindig laten open. De functie {\displaystyle x(t)} is oneven en dus symmetrisch tegenover de oorsprong (0,0). Doordat er een volledige wenteling rond de X-as uitgevoerd wordt is de figuur even in de X-richting en dus symmetrisch tegenover het YZ-vlak. Een mogelijke parametervergelijking van een pseudosfeer is dus:
{\displaystyle x(t)\ =\ R\cdot (t-tanh(t))}
{\displaystyle y(t)\ =\ R\cdot sech(t)\cdot cos(s)}
{\displaystyle z(t)\ =\ R\cdot sech(t)\cdot sin(s)}
waarbij {\displaystyle s\ =\ 0\ ..\ 2\cdot \pi \ } en {\displaystyle \ t\ =\ -\infty \ ..\ +\infty }
De parameter {\displaystyle R} wordt de straal van de pseudosfeer genoemd. Het is de straal van de cirkel die ontstaat wanneer de parameter {\displaystyle t} nul gekozen wordt. Deze cirkel bevindt zich in het YZ-vlak daar waar de diameter van de pseudosfeer maximaal is. De bijgaande figuur toont het centrale deel van een pseudosfeer berekend met {\displaystyle R=2} voor {\displaystyle \ t\ =\ -2.8..\ +2.8}. In werkelijkheid strekt de figuur zich langs beide kanten van de x-as uit tot op oneindig. 

## Eigenschappen

### Totale oppervlakte
De totale oppervlakte van een pseudosfeer met straal {\displaystyle R} is gelijk aan {\displaystyle 4\pi R^{2}}, hetzelfde als voor een boloppervlak met straal {\displaystyle R}. Deze oppervlakte {\displaystyle S} wordt berekend door middel van de omwentelingsintegraal voor een omwentelingsoppervlak rond de X-as:
{\displaystyle S\ =\ 2\cdot \int _{t=0}^{\infty }2\pi \cdot y(t){\sqrt {x'(t)^{2}+y'(t)^{2}}}dt\ =\ 4\pi R^{2}}
waarbij
{\displaystyle x(t)\ =\ R\cdot (t-tanh(t))}
{\displaystyle y(t)\ =\ R\cdot sech(t)}
Dit zijn dus de vergelijkingen van de tractrix, niet van de pseudosfeer, want de pseudosfeer ontstaat door wenteling van de tractrix.
De integraal zelf berekent de oppervlakte van de halve pseudosfeer langsheen de positieve X-as. De factor {\displaystyle 2} die buiten de integraal staat brengt het deel langsheen de negatieve X-as in rekening.

### Totaal volume
Het totale volume van een pseudosfeer met straal {\displaystyle R} is gelijk aan {\displaystyle {\frac {2}{3}}\pi R^{3}}, de helft van bij een boloppervlak met straal {\displaystyle R}. Dit volume {\displaystyle S} wordt berekend door middel van de omwentelingsintegraal voor een omwentelingsvolume rond de X-as:
{\displaystyle S\ =\ 2\cdot \int _{t=0}^{\infty }\pi \cdot y^{2}(t)x'(t)dt\ =\ {\frac {2}{3}}\pi R^{3}}
waarbij
{\displaystyle x(t)\ =\ R\cdot (t-tanh(t))}
{\displaystyle y(t)\ =\ R\cdot sech(t)}
Dit zijn dus de vergelijkingen van de tractrix, niet van de pseudosfeer, want de pseudosfeer ontstaat door wenteling van de tractrix.
De integraal zelf berekent het volume van de halve pseudosfeer langsheen de positieve X-as. De factor {\displaystyle 2} die buiten de integraal staat brengt het deel langsheen de negatieve X-as in rekening.

### Kromming
De Gaussiaanse kromming {\displaystyle \kappa } is in elk punt van de pseudosfeer gelijk aan
{\displaystyle \kappa \ =\ -{\frac {1}{R^{2}}}}
Bij een boloppervlak is de kromming ook constant, maar dan gelijk aan {\displaystyle {\frac {1}{R^{2}}}}

## Berekening van de Gaussiaanse kromming
Voor een oppervlak met parametervergelijking
{\displaystyle P\ =\ [x(s,t),y(s,t),z(s,t)]}
kan de Gaussiaanse kromming als volgt berekend worden:
{\displaystyle P_{s}\ =\ \left({\frac {\partial x}{\partial s}},{\frac {\partial y}{\partial s}},{\frac {\partial z}{\partial s}}\right)}
{\displaystyle P_{t}\ =\ \left({\frac {\partial x}{\partial t}},{\frac {\partial y}{\partial t}},{\frac {\partial z}{\partial t}}\right)}
en vervolgens:
{\displaystyle N\ =\ {\frac {P_{s}\times P_{t}}{\|P_{s}\times P_{t}\|}}}
Dit is een eenheidsvector die loodrecht in een punt op het oppervlak staat.
Indien dan
{\displaystyle N_{s}\ =\ \left({\frac {\partial N[1]}{\partial s}},{\frac {\partial N[2]}{\partial s}},{\frac {\partial N[3]}{\partial s}}\right)}
{\displaystyle N_{t}\ =\ \left({\frac {\partial N[1]}{\partial t}},{\frac {\partial N[2]}{\partial t}},{\frac {\partial N[3]}{\partial t}}\right)}
Dan is de Gaussiaanse kromming gelijk aan
{\displaystyle \kappa \ =\ {\frac {(P_{s}\times P_{t}).(N_{s}\times N_{t})}{\|P_{s}\times P_{t}\|^{2}}}}
Concreet wordt dit voor de gegeven parametervergelijking van de pseudosfeer:
{\displaystyle P\ =\ [R\cdot (t-tanh(t)),R\cdot sech(t)\cdot cos(s),R\cdot sech(t)\cdot sin(s)]}
{\displaystyle P_{s}\ =\ [0,-R\cdot sech(t)\cdot sin(s),R\cdot sech(t)\cdot cos(s)]}
{\displaystyle P_{t}\ =\ [R\cdot tanh^{2}(t),-R\cdot sech(t)\cdot tanh(t)\cdot cos(s),-R\cdot sech(t)\cdot tanh(t)\cdot sin(s)]}
Met deze laatste twee:
{\displaystyle P_{s}\times P_{t}\ =\ [R^{2}\cdot sech^{2}(t)\cdot tanh(t),R^{2}\cdot sech(t)\cdot tanh^{2}(t)\cdot cos(s),R^{2}\cdot sech(t)\cdot tanh^{2}(t)\cdot sin(s)]}
De lengte van een vector is wortel van het scalair product met zichzelf:
{\displaystyle \|P_{s}\times P_{t}\|\ =\ R^{2}\cdot sech(t)\cdot tanh(t)}
zodat:
{\displaystyle N\ =\ [sech(t),tanh(t)\cdot cos(s),tanh(t)\cdot sin(s)]}
met als afgeleide vectoren:
{\displaystyle N_{s}\ =\ [0,-tanh(t)\cdot sin(s),tanh(t)\cdot cos(s)]}
{\displaystyle N_{t}\ =\ [-sech(t)\cdot tanh(t),sech^{2}(t)\cdot cos(s),sech^{2}(t)\cdot sin(s)]}
De laatste stappen van de berekening kunnen gevoelig vereenvoudigd worden. De Gaussiaanse kromming van de pseudosfeer kan niet afhangen van de parameter {\displaystyle s} want de figuur heeft een cirkelsymmetrie en het is juist de parameter {\displaystyle s} die deze symmetrie vertolkt. Dit betekent dat, eens alle benodigde afgeleiden berekend zijn, men een willekeurige waarde van {\displaystyle s} kan kiezen en deze kan invullen. De meest voor de hand liggende waarde is {\displaystyle s\ =0} zodat {\displaystyle cos(s)} en {\displaystyle sin(s)} kunnen vervangen door 1 en 0 respectievelijk:
{\displaystyle P_{s}\times P_{t}\ =\ [R^{2}\cdot sech^{2}(t)\cdot tanh(t),R^{2}\cdot sech(t)\cdot tanh^{2}(t),0]}
{\displaystyle N_{s}\ =\ [0,0,tanh(t)]}
{\displaystyle N_{t}\ =\ [-sech(t)\cdot tanh(t),sech^{2}(t),0)]}
en:
{\displaystyle N_{s}\times N_{t}\ =\ [-sech^{2}(t)\cdot tanh(t),-sech(t)\cdot tanh^{2}(t),0]}
Door deze in te vullen in de uitdrukking voor de Gaussiaanse kromming {\displaystyle \kappa } bekomt men:
{\displaystyle \kappa \ =\ {\frac {-R^{2}\cdot sech^{2}(t)\cdot tanh^{2}(t)}{R^{4}\cdot sech^{2}(t)\cdot tanh^{2}(t)}}\ =\ {\frac {-1}{R^{2}}}}

## Referentie
- Formules gebruikt voor de berekening van de Gaussiaanse kromming: https://u.math.biu.ac.il/~katzmik/goldman05.pdf